# Президентские выборы на Шри-Ланке (2015)
Президентские выборы в Шри-Ланке прошли 8 января 2015 года — на два года раньше запланированного срока.
Действующий президент Шри-Ланки Махинда Раджапакса баллотировался на третий срок от Партии свободы в составе Объединенного народного альянса свободы. Бывший министр здравоохранения в правительстве Раджапаксе Маитрипала Сирисена от Нового демократического фронта стал единым кандидатом от оппозиционной коалиции во главе с Объединенной национальной партии.
После краткого обсуждения сложившейся ситуации с лидером оппозиции Ранилом Викрамасингхе и в целях плавной передачи власти, рано утром 9 января Махинда Раджапаксе признал своё поражение и выехал из президентского дворца.